# The Clod (film, 1912)
Pour les articles homonymes, voir Clod (homonymie).
The Clod est un film muet américain réalisé par Thomas H. Ince et sorti en 1912.

## Synopsis
Le film traite de la révolte de péons.

## Fiche technique
- Réalisation : Thomas H. Ince
- Date de sortie : États-Unis : 1912